# Damoklov mač
Izraz Damoklov mač se danas koristi kao izraz za veliku nesigurnost koju donosi vlast.
Simbolizira mogućnost da velika vlast brzo propadne ili kobno završi.

## Povijest
U IV. stoljeću prije Krista Sirakuzom je vladao tiranin Dionizije II. Njegov dvorjanin bio je slatkorječivi hvalisavac Damoklo. Damoklo je koristio svaku priliku kako bi pohvalio veliku sreću i moć koju Dionizije ima kao vladar. Vjerojatno iznerviran stalnim zadirkivanjem Dionizije mu je ponudio da zamijene mjesta na jedan dan, kako bi mogao osjetiti sve "čari" vladanja. Damoklo je uživao u kraljevskim počastima, a najviše na svečanoj večeri. Tada je primijetio da mu iznad glave visi veliki, oštri mač obješen samo o jednu konjsku dlaku. Odmah je izgubio volju za slavljem i nije ga više zanimala ukusna hrana i lijepi mladići koji su ga okruživali. Nije više želio biti vladar niti imati tu "sreću".